# ボンバーマンランド
『ボンバーマンランド』（BOMBERMAN LAND）は、2000年12月21日にハドソンから発売されたPlayStation用ソフト。ボンバーマンシリーズの15周年を記念するソフト。
本作は『桃太郎電鉄V』に収録されている「桃太郎ランド」というおまけモードのシステムを基にしたミニゲーム集であるが、従来のバトルモードも収録している。
その後シリーズ化され、さまざまな機種から続編が出ている（#シリーズ一覧）。また2008年9月24日にはゲームアーカイブスで配信開始されている。

## ゲームモード
架空のテーマパーク「ボンバーマンランド」内のアトラクションやイベントをクリアして「ピース」を集めていく。ピースはボンバーマンランドのあちこちで手に入る1から25の数字が刻み込まれた物体。赤、青、黄、緑、白の5つのバリエーションがあり全部で125個存在する。ピースを入手するとそれに対応した「B-CARD」というパスポートカードが反応して光る。手に入れたピースの組み合わせで、特定のゲートを通過できるようになり行動範囲が拡がる。なおボンバーマンランド内でクリアしたアトラクションのハイスコアが閲覧でき、条件を満たすと、クリアしたアトラクションをプレイすることも可能になる。
また爆弾で敵を倒すシリーズ恒例のゲームモードもあり、面クリア型のアクションや4人対戦モードの他に、敵を倒した経験値でレベルアップしながら進んでいくRPG風のアクションゲームや移動担当と爆弾設置の担当が分かれる協力対戦ゲームの4つが収録されている。「ボンバーマンランド」モードである条件を満たすことで遊べるモードが増えていく。
- スタンダード - 1人用面クリアタイプ（全50面＋ボス全5面）。
- スペシャル - RPG要素の入った1人用で、黒ボンたちを救出しながらフィールドを進んでいく。
- ノーマルバトル - 最大4人までのバトルゲーム。
- タンデムバトル - 2対2のチーム制で、ボンバーマンの操作役とボムの設置役を2人で分担する。

## 設定

### ストーリー
南の島に建てられた史上最大のテーマパーク「ボンバーマンランド」。観光だけではなく、様々なアトラクションで遊ぶことができ、多くのイベントも用意されている夢のテーマパークである。
ここにボンバーマンがバカンスにやって来た。皆ランド内のアトラクションを楽しんでいる。
遊んでいるうちにボンバーマンは色々な所で「ピース」を見つけた。ボンバーマンランドではこのピースを集めることで閉ざされた扉が開き、新たなエリアを探索できるようになっている。
ボンバーマンはすべてのピースを集め、ボンバーマンランドを隅から隅まで楽しむことができるだろうか。

### ゾーン
ボンバーマンランドは5つのゾーンと8つのエリアに分かれている。ゲーム中に見つかるピースの色は各ゾーンの色と対応しており、それぞれのゾーンのしまっているゲートを開けるにはピースの色があっていないと通れない。

#### レッドゾーン
エントランスエリアは花畑が広がり、美しい風車が立ち並ぶヨーロッパ風の自然公園。ボンバーマンランドの入り口ゲートを通るとこのエリアに入れる。
ひつじや～い!
動き回るひつじを○ボタンで捕まえて誘導し、柵の中に入れて扉を閉じるゲーム。時々通りすがる狼にあたると羊を強制的に離してしまう。
ハドソンがパソコン用に発売したゲーム『ひつじや～い!』が元になっている。ステージ制。
キャノンボール
ステージを縦横無尽にバウンドする風船にワイヤーを当てて小さく分裂させていき、すべての風船を破壊するゲーム。風船に接触するとミスになり、残り数が0になるとゲームオーバー。撃つものがワイヤーなので先端を当てる必要は無く、途中の部分でもいい。
ハドソンがパソコン用に発売していたゲーム『キャノンボール』が元になっている。ステージ制。
コードレスボン
表示される番号を覚えて、制限時間以内に電話機に入力するゲーム。
初級パズル
ピース入手条件：絵を完成させる。
ボンバーマンが描かれた3×3パズルを元の状態に戻すゲーム。
さんすう教室1
表示されている答えに合うように、問題側の「＋」と「－」を変更するゲーム。
爆弾工場（初級）
ベルトコンベアで運ばれてくる「赤」と「黒」の爆弾を、スイッチを切り替えて正しい場所に送り込むゲーム。
赤だるま落とし
上下に動くボンバーマンを止めて叩く位置を決め、増減するゲージを止めて叩く強さを決定し上手にだるまを落としていくゲーム。落としたコマに書かれている得点と残りタイムに応じた得点でスコアが決定する。だるまを崩してしまうとゲームオーバー。
2つのコマのちょうど真ん中でボンバーマンを止め、この状態でパワーゲージを最大で止めることができれば2つのコマを同時に落とす「2個落とし（2枚抜き）」が可能。少しでも叩く位置がずれた場合は即崩れてしまう。なお、パワーゲージを0にするとコマが全く動かないため、叩く位置のリセットが可能。
ボンバーマンの福笑い
表示される元の絵を覚えて、ボンバーマンの各パーツを配置していくゲーム。
ファイアーボンバーマン
ボンバーマンを左右に動かして空から降ってくる炎を避けながら、同じく空から降ってくる金と銀のコインを集めるゲーム。×ボタンを押すとダッシュ移動が可能。炎に当たるごとに画面下部の導火線が短縮。10回炎に当たると爆弾が爆発してしまい、ゲームオーバー。

#### ブルーゾーン
アクアエリアはアウトドア感覚に満ちたログハウスが特徴の水上エリア。海賊船や七色の滝などの人気スポットがある。
てくてく
歩き続けるボンバーマンを道から外れないように左右に方向転換させ、ステージ上に落ちているポイントを集めてゴールさせるゲーム。クリアタイムが早いほど高得点。ステージ制。
たこたこパニック
迫り来るタコの軍団を大砲で撃ち倒すシューティングゲーム。タコに最前列まで近づかれると墨をかけられしばらく動けなくなってしまう。
MARUTA
川を流れる丸太を跳び移りながらコインを集めるゲーム。川に落ちると残り数が減り、0になるとゲームオーバー。
青だるま落とし
「赤だるま落とし」の難易度上昇版。コマの数が増えている。
さんすう教室2
基本的には「さんすう教室1」と同じだが、変更する演算子「＋」「－」の数が2つになっている。
パームツリー
木にしがみついたボンバーマンを上下に動かし、風船で飛んでくる金と銀のコインを集めるゲーム。落下してくるヤシの実や鳥に当たると1ミスになる。残り数が0になるとゲームオーバー。同じ種類のコインを連続で集めるとボーナスとして「ダイヤモンド」が風船で飛んでくる。
ジャイアントハンマー
1～20凡を賭け、ハンマーを降り下ろして矢印をポイントのところで止めると、その分の凡が貰える。
カジノエリアはガラスのドームに包まれた水中にある未来感覚のエリア。水中散歩やカジノが楽しめる娯楽エリア。
AQUA MARINE（アクアマリーン）
海をテーマにしたスロットマシーン。賭けるライン数を決めてリールを回し、賭けたラインに配当パネルと同じ絵が揃えばその分の配当がもらえる。フィッシュはその場で他の絵に変わる。
BOMBER KING（ボンバーキング）
ボンバーマンをテーマにしたスロットマシーン。賭けるライン数を決めてリールを回し、賭けたラインに配当パネルと同じ絵が揃えばその分の配当がもらえる。クラウンが揃った場合はラッキーリールが回り、通常のリールの絵が5回分だけラッキーリールに出た絵だけになる。
STAR BOMBER（スターボンバー）
6つのリールを回し、ボンバーマンの絵を3つ以上出すことができれば配当がもらえる。出したボンバーマンの絵が多いほど配当も高くなる。
X（エックス）
賭けるライン数を決めてリールを回し、賭けたラインに配当パネルと同じ絵が揃えばその分の配当がもらえる。当たりが出るとさらに右のドクロリールが回り、ドクロで止まった場合、6回ボーナスゲームができる。ボーナスゲーム中はリールの空白の部分にオールマイティの効果があるドクロが浮かび上がった状態になる。
ビッグホイール
ホイール上を回転する光を止めて、4色全ての色に止めることができれば賞金がもらえるゲーム。一度止まった色の所に光が止まるとゲームオーバー。
コインゲーム
2～16の倍率のどこかに賭けて、的中すればコインがもらえるルーレットゲーム。
ベースボール
賭金を決めた後、バッターボックスにいるボンバーマンを操作してボールを打ち、投球ごとに内容が変わる背景のボードに当てるゲーム。ボードには「ヒット」や「アウト」などが書かれていて、ボールの当たった結果通りにゲームが進んでいく。3回アウトになるとゲームオーバー。ゲームオーバー時のスコアと賭金に応じた配当が受けられる。
レーシングカー
賭けるコインの額を1～20凡から決め、自動で走るレーシングカーが左右の分かれ道にきたときにコースを決定し、行き止まりになるコースを選んでしまうとゲームオーバーになり賞金も0になる。正解のルートを選んだ場合はそのままレーシングカーを走り続けさせることができ、正解の道を選択するごとに賞金の額も高くなる。レーシングカーをピットインさせるとその時点までの賞金をもらってゲームを終了する。
大か、小か
伏せたスペードの1～13までの13枚のトランプを順にめくり、次のカードが開けたカードより大きい数字か小さい数字かを当てるゲーム。当て続けるほどもらえるコインの数が増えていくが、間違えると0になってしまう。途中でゲームを放棄してその時点での賞金を払い戻しすることもできる。
せんそう
1～5までのカードを相手と同時に出し合い、相手より大きい数字なら勝ち、小さい数字なら負けになり、5回の勝負で相手に勝つか引き分けで配当がもらえる。
ブラックジャック
カードの合計が21を超えないようにして自分のカードと相手のカードを競うゲーム。絵札は10、Aは1または11とカウントする。合計がなるべく21に近くなり、21を超えない場所を予想して賭けることでゲームがスタートする。21を超えるまではカードをさらにもらうか止めるかを選ぶことができる。
ダイススロー
ダイスを2個投げて出る目を予想してコインを賭けるゲーム。1～12の数字に直接賭けられる他、1～6にまとめて賭ける「Small」、8～12にまとめて賭ける「Big」が存在する。

#### イエローゾーン
アトラクションエリアは大展望台やゴーカート、絶叫マシーン「ボンバーシューター」などの大型遊具のあるエリア。
サブマリン
水上に浮かんだたらい舟から爆弾を投下し水中に潜る潜水艦を撃沈するゲーム。爆弾は一度に4個まで投下することができる。海底に近いほど得点が上がり、海底ギリギリを潜水する「黄金の潜水艦」は撃沈すると1000点を獲得できる。潜水艦が放った魚雷に接触するとミスになり、残り数が0になるとゲームオーバー。
黄だるま落とし
「青だるま落とし」の難易度上昇版。コマの数がさらに多くなっている。
中級パズル
ボンバーマンが描かれた15パズルを完成させるゲーム。
パズルハウス
一筆書きの要領で一度しか踏めないガラスの床の上を歩きながら、すべてのカギを集めてゴールに向かうゲーム。
どきどきハイウェイ
他の車や障害物に当たらないように4車線の道路をひたすら走り続けるゲーム。他の車や障害物にぶつかるとゲームオーバー。
メテオストーム
敵の攻撃や隕石をひたすら避け続けるゲーム。ダメージを受けて機体が爆発したらゲームオーバー。
ルーイの福笑い
「ボンバーマンの福笑い」の難易度上昇版。このゲームでは「ルーイ」の各パーツを配置していく。
ボンガン
レール上を流れてくる的を狙って矢を撃つ射的ゲーム。当てた場所が的の中央に近いほど高得点になる。「バグラー」と「爆弾」の的に当てると得点となり、「ルーイ」と「ポミュ」の的に当ててしまうと減点となる。
スーパーキャノンボール
「キャノンボール」の難易度上昇版。風船の分裂する段階が増えている。ステージ制。
ぷちぷち
プチプチつぶしをモチーフにしたゲーム。ステージのすべてのぷちぷちを制限時間以内に潰すことができればクリアとなる。制限時間が0になるとゲームオーバー。ステージ制。
ボンバー行進曲
次々に現れる楽器を持ったボンバーマンの仲間たちがこちらを振り向いたときに表示されるボタンと同じボタンを押すゲーム。ボタンを押しそびれたり間違ったボタンを押してしまったり、誰も振り向いていない時にボタンを押すとミスになり残り数が0になるとゲームオーバー。ステージ制。
スペースエリアは宇宙空間をイメージしたエリア。月面散歩やスペースコースターを楽しめる。
てくてく3
「てくてく」の難易度上昇版。ボンバーマンの動きが「てくてく」や「てくてく2」よりも速くなっている。ステージ制。
ボンバーソルジャー
『スターソルジャー』をモチーフにしたゲーム。自機を動かしながらボタンを連射して弾を撃ち、障害物を破壊するゲーム。制限時間以内にどれだけのスコアを稼げるかを競う。おまけ要素としてゲーム終了後に1秒間の平均連射数が表示される。

#### グリーンゾーン
ジャングルエリアは色々な動物たちと出会えるエリア。美味しいスイカ「でんすけすいか」が採れることでも知られている。
岩けずり
巨大な岩をボタン連射で削り、ボンバーマンの彫像を作るゲーム。左上、右上、左下、右下の4箇所すべてを削ればクリアとなる。
てくてく2
「てくてく」の難易度上昇版。ステージ制。
緑だるま落とし
「だるま落とし」シリーズの最高難易度版。
トロッコ爆弾
トロッコに乗って流れてくる的を狙って爆弾を発射するゲーム。「バグラー」と「ワルーイ」に当てると得点となる。「ルーイ」の的に当てたり、バグラーやワルーイを撃ち逃すとミス1回となる。ミスを10回するとゲームオーバー。
上級パズル
ボンバーマンが描かれた5×5パズルを元の状態に戻すゲーム。
爆弾工場（上級）
ベルトコンベアで運ばれてくる「赤」、「青」、「黒」の爆弾を、スイッチを切り替えて正しい場所に送り込むゲーム。
スカイウォーク
パラシュートで降下するボンバーマンをコントロールしながらコインを集めるゲーム。制限時間以内にすべてのコインを集めて上手く小島に着地できればクリアとなる。画面内の矢印「上昇気流」に触れるとボンバーマンは上昇する。Lボタン・Rボタンで左右移動、同時押しで急降下、上昇にブレーキをかけることができる。ステージ制。
てふてふ
捕虫網を操作して制限時間内にたくさんのちょうちょを捕まえるゲーム。ステージ制。
パズルハウス
アトラクションエリアの「パズルハウス」の難易度上昇版。
ダンジョンエリアは巨大鍾乳洞に広がる洞窟が迷宮のようになっているエリア。
ボンバーアクション
敵や障害物をジャンプで避けながらコインを集める横スクロールアクションゲーム。敵や障害物に当たったり、穴に落ちるとゲームオーバー。
トロッコ列車
ポイントを切り替えて2台のトロッコをぶつけないようにするゲーム。

#### ホワイトゾーン
タワーエリアは世界最大のボンバータワー。最初はタワーが「ダークボンバー五人衆」に占拠されているため、「ダークボンバー五人衆」を倒しタワーを開放する必要がある（制限時間は各10分）。
ポミュの福笑い
「福笑い」シリーズの最高難易度版。
ボンバー・バンド
右から左に流れる音符に書かれたボタンを押すリズムゲーム。ステージ制。
シューティングボール
「スーパーキャノンボール」の難易度上昇版。ワイヤーではなく単発の弾を風船に直接当てなければならない。ステージ制。
なお塔の中は博物館になっていてボンバーマンに関する資料がたくさん展示されており、過去のシリーズ作のテレビCMを閲覧することができる他、『コロコロコミック』で募集された「オリジナルボンバーマンコンテスト」の応募作品2000通以上を閲覧することができる。タワーで閲覧可能なCMで紹介されている作品は以下の通り。
- スーパーボンバーマン2
- ボンバーマンGB
- ボンバーマン ぱにっくボンバー(PCエンジン)
- スーパーボンバーマン ぱにっくボンバーW
- スーパーボンバーマン3
- スーパー桃太郎電鉄DX
- 天外魔境ZERO
- スーパーボンバーマン4
- ボンバーマンワールド

### キャラクター
ボンバーマン
主人公の白ボンに加え、黒ボン、赤ボン、青ボンがノーマルゲームとランドモード、緑ボンがノーマルゲームの仲間として登場。性格付けや設定はあまりない。
ルーイ
ボンバーマンと仲のいい生き物。以降のランドシリーズにも登場する。
ポミュ
ボンバーマンと仲のいい生き物。以降のランドシリーズにも登場する。
プリティボンバー
度々白ボンと出くわし、携帯や凡を盗むなど悪事を働くが、ピースをとる手助けをしてくれたり、ピースを譲渡したり（実際には、ピースをあげようとしたが下の階で落としてしまった）という場面もあり、最終的に仲が良くなる。
エンチョウ
ボンバーマンランドの園長。語尾に「〜ねん」と付ける。以降のランドシリーズにも登場する。

### 4コマまんが
ランド内のどこかにいる漫画家むさしのあつしをモデルにした「むさボン」というボンバーマンに話しかけると、持っているピースに対応した、彼の書いた4コマまんがを閲覧することができるようになる。

## 関連書籍
- ボンバーマンランド 公式ガイドブック
  - 2001年、小学館、ISBN 4-09-102865-9

## シリーズ一覧
ボンバーマンランド
本稿で説明。
ボンバーマンランド2 ゲーム史上最大のテーマパーク
2003年（平成15年）7月17日発売のPlayStation 2用ソフト。同年7月31日にニンテンドー ゲームキューブ版も発売。
ボンバーマンランド3
2005年（平成17年）8月4日発売のPlayStation 2用ソフト。
Touch!ボンバーマンランド
2006年（平成18年）7月20日発売のニンテンドーDS用ソフト。この作品からしろボン、くろボン、みどりボン、あおボンのデザインを変更。
ボンバーマンランド Wii
2007年（平成19年）3月8日発売のWii用ソフト。
ボンバーマンランドポータブル
2007年3月21日発売のPlayStation Portable用ソフト。
タッチ!ボンバーマンランド スターボンバーのミラクル★ワールド
2007年（平成19年）7月19日発売のニンテンドーDS用ソフト。
以下のゲームはほとんどボンバーマンランドの名前を冠していないものの、開発は主にラクジン（ランドシリーズの開発を多く担当）が行っており、いずれもランドシリーズの要素が色濃く反映されている。
ボンバーマンカート
2001年12月20日発売のPlayStation 2用ソフト。
ボンバーマン64
2001年12月20日発売のNINTENDO 64用ソフト。
ボンバーマンランドシリーズ ボンバーマンカートDX
2004年4月15日発売のPlayStation 2用ソフト。
ボンバーマンバトルズ
2004年10月7日発売のPlayStation 2用ソフト。野球・テニス・ゴルフの各モードを収録。
ボンバーマン
2005年5月19日発売のニンテンドーDS用ソフト。ゲーム内容自体はいつものボンバーマンシリーズに近く、「ノーマルモード」と「バトルモード」の2つが収録されているが、キャラクターデザインや音楽が非常にボンバーマンランドの雰囲気に近いものになっている。